# Tenoria falcata
Tenoria falcata är en flockblommig växtart som beskrevs av Pietro Bubani. Tenoria falcata ingår i släktet Tenoria och familjen flockblommiga växter. Inga underarter finns listade i Catalogue of Life.